# Grand Prix automobile de Monaco 1955
GP précédent GP suivant
Le Grand Prix automobile de Monaco 1955 (XIIIe Grand Prix de Monaco), disputé le 22 mai 1955 sur le circuit de Monaco, est la quarante-troisième épreuve du championnat du monde de Formule 1 courue depuis 1950 et la deuxième manche du championnat 1955. Il est également dénommé Grand Prix d'Europe 1955.

## Contexte avant le Grand Prix

### Le championnat du monde

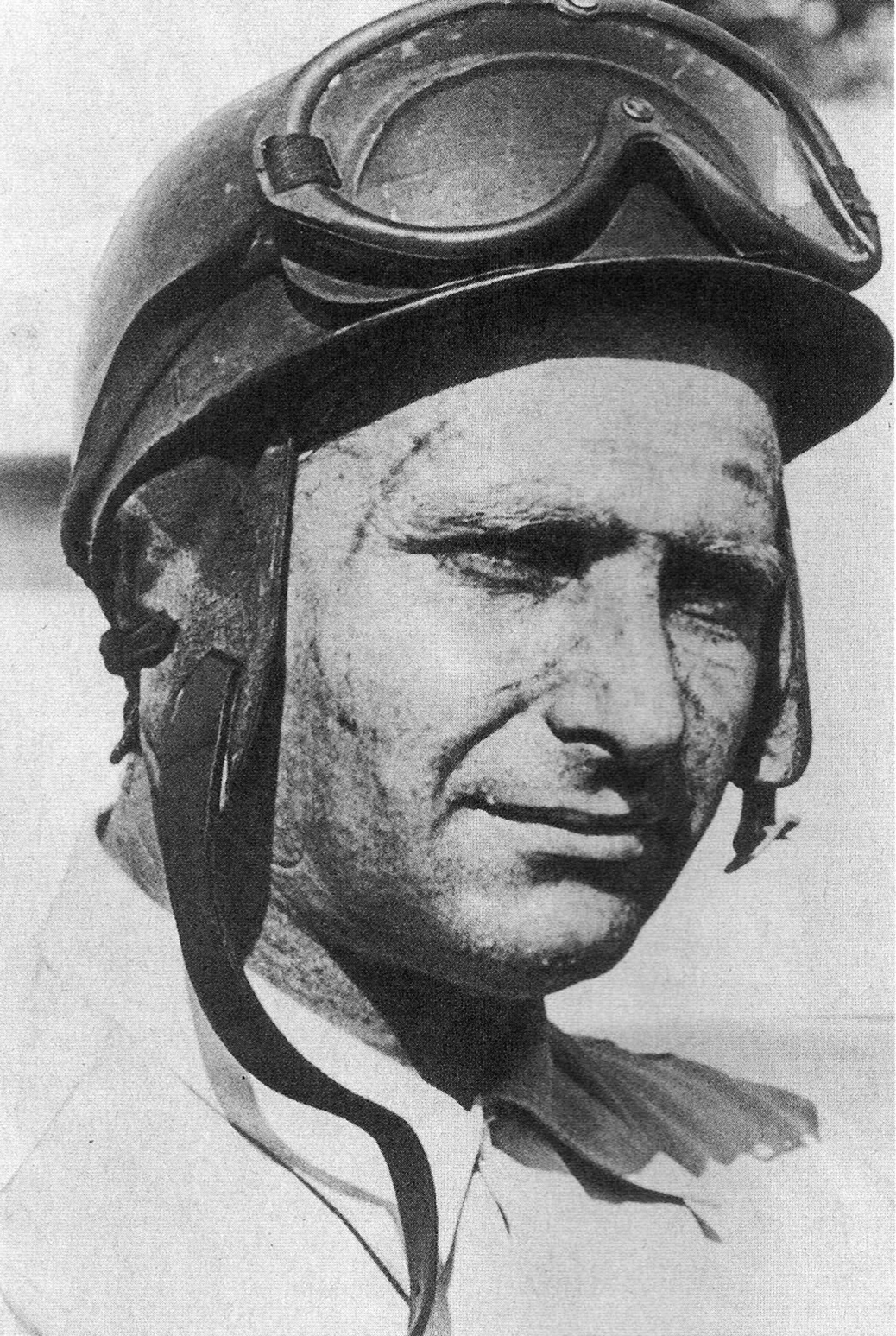
Champion du monde en 1951 et 1954, Juan Manuel Fangio est le grandissime favori de la saison 1955.

Seconde année de la formule 1 2,5 litres (moteur 2 500 cm3 atmosphérique ou 750 cm3 suralimenté, carburant libre), la saison 1955 a débuté en Argentine par une nouvelle victoire de Juan Manuel Fangio sur Mercedes-Benz, tandem déjà dominateur la saison précédente. Le pilote argentin est alors au sommet de son art, il dispose en outre avec la W196 d'une monoplace très moderne et parfaitement au point. En performance pure, Alberto Ascari et son originale Lancia D50 peuvent contester la suprématie de Fangio, mais la monoplace italienne souffre encore d'un manque de développement et de fiabilité pour représenter une menace réelle au championnat. Ascari vient toutefois de remporter les Grands Prix de Turin et de Naples, mais ce hors championnat et en l'absence des Mercedes. Moins puissantes et de conception plus classique, les Ferrari et Maserati semblent pour l’heure un peu moins performantes que leurs rivales. En marge de ces équipes de pointe, Amédée Gordini s'obstine malgré un manque évident de moyens à assurer une présence française en formule 1, tandis que l'équipe britannique Vanwall commence la saison avec un pilote de pointe, ayant convaincu Mike Hawthorn de quitter la Scuderia Ferrari.

### Le circuit
C'est en 1929, à l'instigation d'Antony Noghès, que fut créé le Grand Prix de Monaco, couru sur un circuit urbain empruntant les rues de la ville. Pratiquement inchangé depuis sa création (il fut simplement raccourci de trente-cinq mètres en 1952, à la suite de l'aménagement du virage de Sainte-Dévote), le tracé est très sinueux, bordé de trottoirs ou de murs, ne permettant aucun écart et nécessitant de nombreux changements de vitesses. Le relief y est assez marqué. 1955 est l'année du retour des monoplaces de Grand Prix dans la ville, la précédente édition, courue en 1952, ayant été réservée aux voitures de sport.

## Monoplaces en lice
- Mercedes-Benz W196 "Usine"

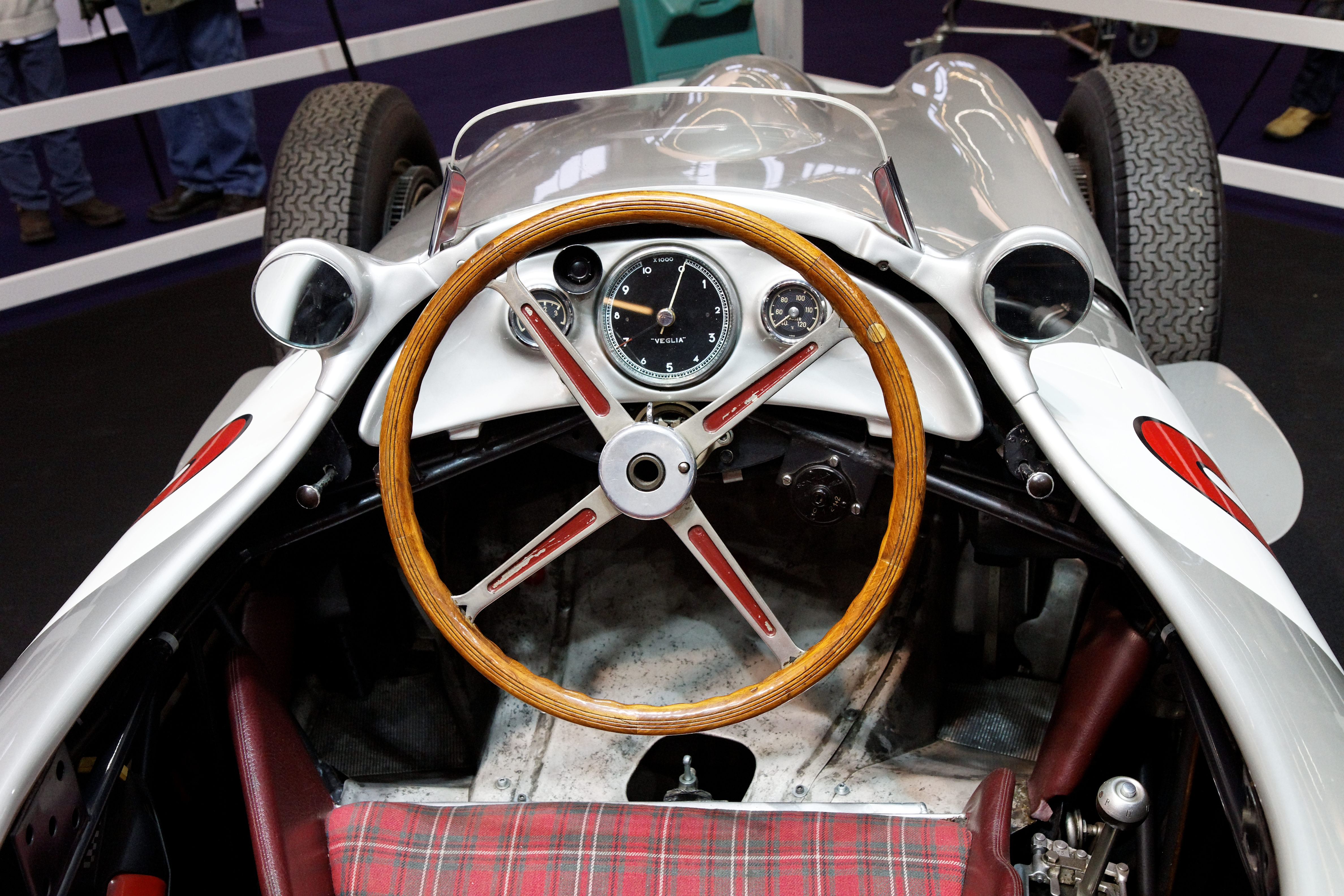
La Mercedes W196 dans sa version à empattement court.

L'équipe Mercedes a amené quatre W196 à carrosserie ouverte, deux avec le nouveau châssis à empattement court (2150 mm), deux à empattement moyen (2210 mm). Les deux voitures à empattement court sont confiées à Juan Manuel Fangio et Stirling Moss, Hans Herrmann disposant d'une des deux autres. Blessé aux Mille Miles, Karl Kling, convalescent, est forfait, et le quatrième châssis, non attribué, sert de voiture de réserve. Le moteur à huit cylindres en ligne de la W196, alimenté par injection directe et à distribution desmodromique, développe désormais 290 chevaux à 8500 tr/min. La boîte de vitesses ZF est à cinq rapports, le freinage est assuré par de gros tambours, montés "inboard" à l'arrière et dans les roues à l'avant (versions courtes) ou intégralement "inboard" (versions standard). Le poids à vide est de 690 kg, soit environ 750 kg en ordre de marche (avec lubrifiant, liquide de refroidissement, et quelques litres de carburant).
- Ferrari 555 & 625 "Usine"

La Scuderia Ferrari a engagé deux 555 Supersqualo, dérivées de la 553 de la saison passée. Mais peu confiante en ces nouveaux modèles, dont les débuts au Grand Prix de Turin en mars se sont révélés peu concluants, l'équipe a également amené deux anciennes monoplaces de type 625 (dérivées de la 500 F2), laissant libre choix à ses deux premiers pilotes, Giuseppe Farina et Maurice Trintignant. Les deux modèles disposent du même moteur à quatre cylindres en ligne, développant environ 250 chevaux à 7500 tr/min.
La 555, plus basse et plus légère (600 kg), est censée se montrer plus performante que la 625 (630 kg), mais les pilotes lui préfèrent généralement l'ancien modèle, d'une tenue de route plus sûre. Harry Schell et Piero Taruffi épaulent Farina et Trintignant pour cette course.
- Maserati 250F "Usine"

L'usine a engagé quatre 250F pour Jean Behra, Roberto Mieres, Luigi Musso et le débutant Cesare Perdisa. Ce dernier remplace Sergio Mantovani, dont la carrière s'est achevée le 27 mars au Grand Prix de Turin, un grave accident lui ayant coûté une jambe. La 250F est équipée d'un moteur six cylindres en ligne développant près de 250 chevaux à 7200 tr/min, la voiture pesant 620 kg. Trois 250F privées sont également présentes à Monaco, aux mains de Louis Rosier, André Simon et Lance Macklin.
- Lancia D50 "Usine"

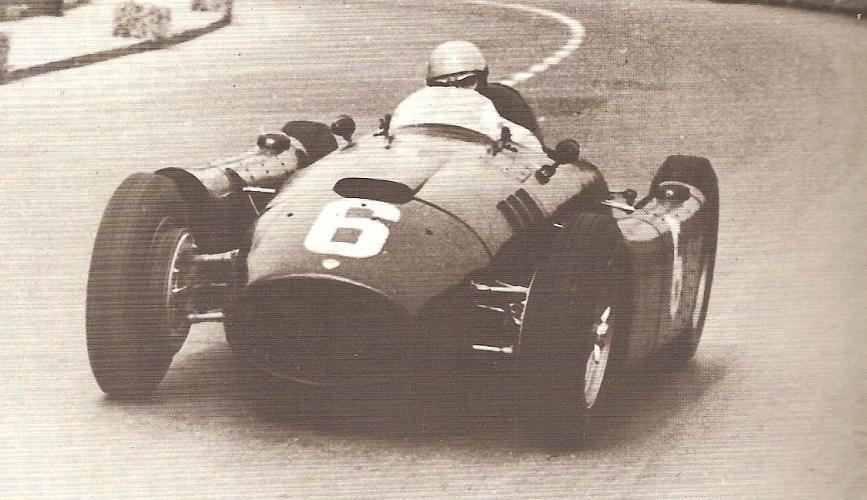
La Lancia D50 d'Ascari au GP de Turin

Les premières apparitions de la Lancia D50 en championnat avaient révélé une monoplace extrêmement rapide aux mains d'Alberto Ascari, mais délicate à piloter et manquant de fiabilité. Les récentes victoires du champion italien aux Grands Prix de Turin et de Naples, hors championnat, tendent à démontrer que la légère (moins de 600 kg) monoplace italienne a enfin trouvé la fiabilité qui lui faisait défaut. La D50 est équipée d'un moteur V8 développant environ 260 chevaux et se caractérise par le positionnement de réservoirs latéraux entre les roues. Ascari est entouré de ses coéquipiers habituels Luigi Villoresi et Eugenio Castellotti, une quatrième voiture ayant été mise à disposition pour le vétéran monégasque Louis Chiron et une cinquième faisant office de mulet.
- Gordini T16 "Usine"

Le Marseillais Robert Manzon a fait son retour dans l'équipe en début de saison, épaulant Élie Bayol et Jacques Pollet. Tous trois vont piloter d'anciennes T16 à moteur six cylindres en ligne, le nouveau modèle à moteur huit cylindres n'étant pas terminé. Manzon dispose d'une version à freins à disques et du moteur le plus fringant (220 chevaux à 6000 tr/min), ses coéquipiers de versions à tambours et de moteurs dépassant à peine les 200 chevaux.
- Vanwall "Usine"

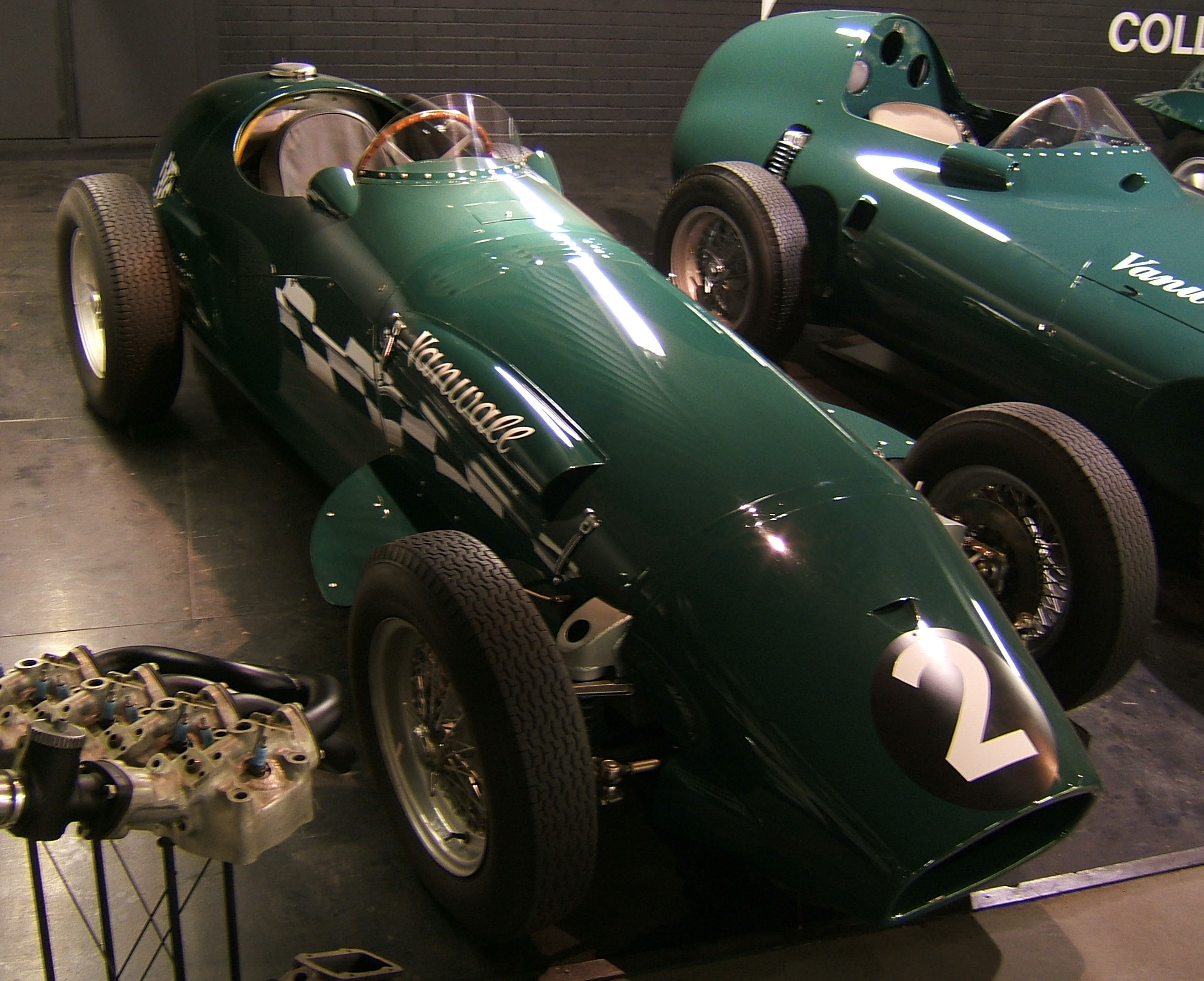
La Vanwall, dotée d'un moteur 4 cylindres à injection

Tony Vandervell avait engagé deux modèles 55 (570 kg, moteur quatre cylindres à injection Bosch, 250 chevaux à 7000 tr/min) pour Mike Hawthorn et Ken Wharton. Ce dernier, accidenté et sérieusement brûlé lors de l'International Trophy à Silverstone, est toujours hospitalisé et a dû déclarer forfait. Une seule voiture est donc alignée à Monaco pour Hawthorn, qui a quitté Ferrari pour le constructeur britannique afin de pouvoir consacrer plus de temps à son garage en Angleterre.
- HWM

Ted Whiteaway a engagé une ancienne HWM, équipée d'un moteur quatre cylindres Alta développant moins de 200 chevaux.

## Coureurs inscrits
| no | Pilote              | Écurie                    | Constructeur  | Modèle             | Moteur           | Pneumatiques |
| -- | ------------------- | ------------------------- | ------------- | ------------------ | ---------------- | ------------ |
| 2  | Juan Manuel Fangio  | Daimler Benz AG           | Mercedes-Benz | Mercedes-Benz W196 | Mercedes-Benz L8 | C            |
| 4  | Hans Herrmann       | Daimler Benz AG           | Mercedes-Benz | Mercedes-Benz W196 | Mercedes-Benz L8 | C            |
| 4  | André Simon         | Daimler Benz AG           | Mercedes-Benz | Mercedes-Benz W196 | Mercedes-Benz L8 | C            |
| 6  | Stirling Moss       | Daimler Benz AG           | Mercedes-Benz | Mercedes-Benz W196 | Mercedes-Benz L8 | C            |
| 8  | Robert Manzon       | Équipe Gordini            | Gordini       | Gordini T16        | Gordini L6       | E            |
| 10 | Jacques Pollet      | Équipe Gordini            | Gordini       | Gordini T16        | Gordini L6       | E            |
| 12 | Élie Bayol          | Équipe Gordini            | Gordini       | Gordini T16        | Gordini L6       | E            |
| 14 | Louis Rosier        | Écurie Rosier             | Maserati      | Maserati 250F      | Maserati L6      | P            |
| 16 | André Simon         | Privé                     | Maserati      | Maserati 250F      | Maserati L6      | P            |
| 18 | Mike Hawthorn       | Vandervell Products       | Vanwall       | Vanwall VW55       | Vanwall L4       | P            |
| 20 | Ken Wharton         | Vandervell Products       | Vanwall       | Vanwall VW55       | Vanwall L4       | P            |
| 22 | Lance Macklin       | Stirling Moss             | Maserati      | Maserati 250F      | Maserati L6      | D            |
| 24 | Ted Whiteaway       | Privé                     | HWM           | HWM 53             | Alta L4          | D            |
| 26 | Alberto Ascari      | Scuderia Lancia           | Lancia        | Lancia D50         | Lancia V8        | P            |
| 28 | Luigi Villoresi     | Scuderia Lancia           | Lancia        | Lancia D50         | Lancia V8        | P            |
| 30 | Eugenio Castellotti | Scuderia Lancia           | Lancia        | Lancia D50         | Lancia V8        | P            |
| 32 | Louis Chiron        | Scuderia Lancia           | Lancia        | Lancia D50         | Lancia V8        | P            |
| 34 | Jean Behra          | Officine Alfieri Maserati | Maserati      | Maserati 250F      | Maserati L6      | P            |
| 36 | Roberto Mieres      | Officine Alfieri Maserati | Maserati      | Maserati 250F      | Maserati L6      | P            |
| 38 | Luigi Musso         | Officine Alfieri Maserati | Maserati      | Maserati 250F      | Maserati L6      | P            |
| 40 | Cesare Perdisa      | Officine Alfieri Maserati | Maserati      | Maserati 250F      | Maserati L6      | P            |
| 42 | Giuseppe Farina     | Scuderia Ferrari          | Ferrari       | Ferrari 625        | Ferrari L4       | E            |
| 44 | Maurice Trintignant | Scuderia Ferrari          | Ferrari       | Ferrari 625        | Ferrari L4       | E            |
| 46 | Harry Schell        | Scuderia Ferrari          | Ferrari       | Ferrari 555        | Ferrari L4       | E            |
| 48 | Piero Taruffi       | Scuderia Ferrari          | Ferrari       | Ferrari 555        | Ferrari L4       | E            |

- Initialement inscrit sur sa Maserati personnelle, André Simon est appelé à remplacer Hans Herrmann, le pilote allemand de l'équipe Mercedes s'étant blessé lors de la première journée d'essais.

## Qualifications
Les séances qualificatives se déroulent les jeudi, vendredi et samedi précédant le grand prix. Les organisateurs ont décidé que seule la première journée d'essais serait déterminante pour la première ligne de la grille de départ, afin d'attirer les spectateurs dès le début des hostilités. Les trois pilotes les plus rapides le jeudi seront donc assurés d'une place en première ligne, quels que soient les résultats des deux autres sessions. 

### Séance du jeudi 19 mai
Généralement mise à profit pour parfaire les réglages des voitures, la première journée d'essais a un tout autre enjeu à Monaco, grâce au stratagème mis au point par les organisateurs pour l'obtention des trois premières places. Il a toutefois un effet négatif, car il va inciter les jeunes pilotes découvrant le circuit à prendre des risques pour une place en première ligne.
Les temps de référence sont tout d'abord établis par Juan Manuel Fangio au volant de sa Mercedes : le champion du monde tourne en 1 min 44 s 8, puis réussit 1 min 43 s 2. Son jeune coéquipier Stirling Moss (qui connaît bien le circuit pour y avoir couru en formule 3 en 1950 et en sport en 1952) a réalisé un temps presque identique, tournant en 1 min 43 s 4. Le record du tour établi avant-guerre sur une piste presque identique par Rudolf Caracciola, également sur Mercedes (1 min 46 s 5 en 1937), est d'ores et déjà pulvérisé ! Les voitures allemandes semblent une nouvelle fois les plus rapides, avant qu'Alberto Ascari ne passe à l'attaque, réalisant 1 min 42 s 0 au volant de sa Lancia, améliorant le temps de Fangio de plus d'une seconde. La compétitivité des Lancia est confirmée par Eugenio Castellotti, qui en 1 min 43 s 8 est crédité du quatrième temps. Alfred Neubauer, le directeur sportif de Mercedes, commence alors à s'inquiéter, d'autant que son troisième pilote Hans Herrmann, voulant égaler ses coéquipiers sur ce circuit qu'il découvrait, a détruit sa voiture au virage du Casino, se brisant une jambe ! Un quart avant la fin d'essais, Neubauer demande à Fangio de tenter le tout pour le tout pour l'obtention de la pole position. L'Argentin reprend la piste, suivi peu après par Ascari. Prenant tous les risques, sautant parfois les bordures, le champion du monde réussit en toute fin de séance 1 min 41 s 1 (près de 112 km/h), un temps égalé quelques instants plus tard par Ascari ! Moss, avec 1 min 42 s 6, a également amélioré. Ces trois pilotes sont désormais assurés d'une place en première ligne.
Les Maserati, emmenées par Jean Behra, se sont montrées un peu moins à l'aise que les Mercedes et Lancia. Pour la Scuderia Ferrari, la situation est plus critique, la meilleure des nouvelles 'Squalo', pilotée par Harry Schell, étant à huit secondes de Fangio ! Seul Maurice Trintignant, au volant d'une ancienne 625, est parvenu à réaliser un temps acceptable, à plus de trois secondes toutefois des machines les plus performantes. Chez Vanwall, Mike Hawthorn s'est contenté de tourner à allure modérée, découvrant le circuit. Les Gordini n'ont pu participer à cette première séance, leur préparation n'étant pas achevée.
| Pos. | no | Pilote              | Écurie        | Temps        | Écart   |
| ---- | -- | ------------------- | ------------- | ------------ | ------- |
| 1    | 2  | Juan Manuel Fangio  | Mercedes-Benz | 1 min 41 s 1 |         |
| 2    | 26 | Alberto Ascari      | Lancia        | 1 min 41 s 1 | + 0 s 0 |
| 3    | 6  | Stirling Moss       | Mercedes-Benz | 1 min 42 s 6 | + 1 s 5 |
| 4    | 30 | Eugenio Castellotti | Lancia        | 1 min 43 s 8 | + 2 s 7 |
| 5    | 44 | Maurice Trintignant | Ferrari       | 1 min 44 s 4 | + 3 s 3 |

### Séance du vendredi 20 mai
La deuxième journée d'essais se déroule le vendredi matin, à partir de 6 h 15. Chez Mercedes, c'est le Français André Simon (initialement engagé sur sa Maserati personnelle) qui remplace Herrmann, il conduira la voiture de réserve, la voiture accidentée n'étant pas réparable sur place. Beaucoup de pilotes améliorent leurs chronos. C'est Stirling Moss qui, utilisant la voiture de Fangio, va se montrer le plus rapide en 1 min 41 s 2, approchant d'un dixième le temps réalisé la veille par le champion du monde. Castellotti tourne en 1 min 42 s sur sa Lancia, Jean Behra en 1 min 42 s 5 sur sa Maserati, des temps qui, sauf surprise le samedi, leur vaudront de partir en seconde ligne. Roberto Mieres et Luigi Musso (Maserati), ainsi que Luigi Villoresi (Lancia) ont également réalisé de bonnes performances, reléguant Trintignant en neuvième position. Ce dernier n'a pu améliorer : chez Ferrari, on teste un nouveau type de pont arrière, un changement qui ne va pas s'avérer bénéfique, le pilote français se montrant près d'une seconde plus lent que le jeudi matin. Les Gordini sont arrivées, mais aucune des trois voitures n'a encore tourné, les derniers réglages restant à faire.

### Séance du samedi 21 mai
Les derniers essais n'apportent pas de changement notable dans la hiérarchie. Chez Ferrari, on a remonté les anciens ponts arrière, qui donnent de meilleurs résultats, leur démultiplication permettant de réduire le nombre de changements de vitesses. Les trois Gordini sont enfin prêtes, et leurs pilotes parviennent à se qualifier, au détriment de Lance Macklin (Maserati) et de Ted Whiteaway (HWM), seuls les vingt premiers étant admis au départ. Pour son retour dans l'équipe française, Robert Manzon a réalisé une performance plus qu'honorable : treizième temps, il se permet d'être juste devant les Ferrari de Giuseppe Farina et Piero Taruffi.

### Résultats
| Pos. | no | Pilote              | Écurie        | Temps        | Écart    |
| ---- | -- | ------------------- | ------------- | ------------ | -------- |
| 1    | 2  | Juan Manuel Fangio  | Mercedes-Benz | 1 min 41 s 1 |          |
| 2    | 26 | Alberto Ascari      | Lancia        | 1 min 41 s 1 | + 0 s 0  |
| 3    | 6  | Stirling Moss       | Mercedes-Benz | 1 min 41 s 2 | + 0 s 1  |
| 4    | 30 | Eugenio Castellotti | Lancia        | 1 min 42 s 0 | + 0 s 9  |
| 5    | 34 | Jean Behra          | Maserati      | 1 min 42 s 5 | + 1 s 4  |
| 6    | 36 | Roberto Mieres      | Maserati      | 1 min 43 s 7 | + 2 s 6  |
| 7    | 28 | Luigi Villoresi     | Lancia        | 1 min 43 s 7 | + 2 s 6  |
| 8    | 38 | Luigi Musso         | Maserati      | 1 min 44 s 3 | + 3 s 2  |
| 9    | 44 | Maurice Trintignant | Ferrari       | 1 min 44 s 4 | + 3 s 3  |
| 10   | 4  | André Simon         | Mercedes-Benz | 1 min 45 s 4 | + 4 s 3  |
| 11   | 40 | Cesare Perdisa      | Maserati      | 1 min 45 s 6 | + 4 s 5  |
| 12   | 18 | Mike Hawthorn       | Vanwall       | 1 min 45 s 6 | + 4 s 5  |
| 13   | 24 | Robert Manzon       | Gordini       | 1 min 46 s 0 | + 4 s 9  |
| 14   | 42 | Giuseppe Farina     | Ferrari       | 1 min 46 s 1 | + 5 s 0  |
| 15   | 48 | Piero Taruffi       | Ferrari       | 1 min 46 s 4 | + 5 s 3  |
| 16   | 12 | Élie Bayol          | Gordini       | 1 min 46 s 7 | + 5 s 6  |
| 17   | 14 | Louis Rosier        | Maserati      | 1 min 46 s 8 | + 5 s 7  |
| 18   | 46 | Harry Schell        | Ferrari       | 1 min 46 s 9 | + 5 s 8  |
| 19   | 20 | Louis Chiron        | Lancia        | 1 min 47 s 3 | + 6 s 2  |
| 20   | 10 | Jacques Pollet      | Gordini       | 1 min 49 s 4 | + 8 s 3  |
| 21   | 22 | Lance Macklin       | Maserati      | 1 min 49 s 4 | + 8 s 3  |
| 22   | 24 | Ted Whiteaway       | HWM           | 1 min 57 s 2 | + 16 s 1 |

## Grille de départ du Grand Prix
| 1re ligne | Pos. 3                          |                                  | Pos. 2                        |                                  | Pos. 1                            |
|           | Moss Mercedes-Benz 1 min 41 s 2 |                                  | Ascari Lancia 1 min 41 s 1    |                                  | Fangio Mercedes-Benz 1 min 41 s 1 |
| 2e ligne  |                                 | Pos. 5                           |                               | Pos. 4                           |                                   |
|           |                                 | Behra Maserati 1 min 42 s 5      |                               | Castellotti Lancia 1 min 42 s 0  |                                   |
| 3e ligne  | Pos. 8                          |                                  | Pos. 7                        |                                  | Pos. 6                            |
|           | Musso Maserati 1 min 44 s 3     |                                  | Villoresi Lancia 1 min 43 s 7 |                                  | Mieres Maserati 1 min 43 s 7      |
| 4e ligne  |                                 | Pos. 10                          |                               | Pos. 9                           |                                   |
|           |                                 | Simon Mercedes-Benz 1 min 45 s 4 |                               | Trintignant Ferrari 1 min 44 s 4 |                                   |
| 5e ligne  | Pos. 13                         |                                  | Pos. 12                       |                                  | Pos. 11                           |
|           | Manzon Gordini 1 min 46 s 0     |                                  | Hawthorn Vanwall 1 min 45 s 6 |                                  | Perdisa Maserati 1 min 45 s 6     |
| 6e ligne  |                                 | Pos. 15                          |                               | Pos. 14                          |                                   |
|           |                                 | Taruffi Ferrari 1 min 46 s 4     |                               | Farina Ferrari 1 min 46 s 1      |                                   |
| 7e ligne  | Pos. 18                         |                                  | Pos. 17                       |                                  | Pos. 16                           |
|           | Schell Ferrari 1 min 46 s 9     |                                  | Rosier Maserati 1 min 46 s 8  |                                  | Bayol Gordini 1 min 46 s 7        |
| 8e ligne  |                                 | Pos. 20                          |                               | Pos. 19                          |                                   |
|           |                                 | Pollet Gordini 1 min 49 s 4      |                               | Chiron Lancia 1 min 47 s 3       |                                   |

## Déroulement de la course
Le dimanche de la course, il fait beau et très chaud. Sur la route menant de leur garage au circuit, les deux Gordini de Robert Manzon et d'Élie Bayol ont été endommagées dans un accident de la circulation. Les mécaniciens ont dû démonter les calandres et ajouter de la glycérine dans les radiateurs de refroidissement. Chez Lancia, on a échangé les voitures de Louis Chiron et d'Alberto Ascari, à la suite de la sortie de route du champion italien lors des essais du samedi. Chiron n'a pas été prévenu ; ce n'est que lorsqu'il monte en voiture qu'il se rend compte qu'il a hérité du châssis d'Ascari, réparé durant la nuit : plus grand que son coéquipier, il ne peut s'installer correctement, gêné par le levier de vitesses que les mécaniciens sont obligés de tordre au dernier moment. Le vétéran monégasque est furieux : il est ainsi privé des quatrième et cinquième rapports de boîte pour la course !
La ligne de départ se trouve deux cents mètres avant l'épingle du gazomètre. À partir de quatorze heures trente, les voitures sont amenées sur la grille, et c'est à quinze heures que Charles Faroux, le directeur de course, libère les vingt monoplaces. Juan Manuel Fangio (Mercedes) vire en tête au gazomètre, juste devant la Lancia d'Eugenio Castellotti qui depuis la seconde ligne a brûlé la politesse à Stirling Moss (Mercedes) et Alberto Ascari (Lancia). À la fin du premier tour ces quatre pilotes repassent dans le même ordre, précédant les Maserati de Jean Behra et Roberto Mieres. Ils sont suivis de Manzon, qui grâce à un excellent départ a gagné six places. Giuseppe Farina a été moins heureux : accroché au départ, il doit s'arrêter au stand pour remplacer une roue sur sa Ferrari et repart en dernière position. En tête, Fangio se détache immédiatement de ses poursuivants, au rythme d'une seconde au tour. Bloqué derrière Castellotti, Moss trouve l'ouverture au cinquième tour et va dès lors tourner dans les mêmes temps que son coéquipier, creusant rapidement l'écart sur Castellotti, Ascari et Behra qui roulent groupés. Manzon ne profite pas longtemps de son beau début de course : en proie à des problèmes mécaniques, il perd de nombreuses places et retombe en queue de peloton. Au dixième tour, Ascari déborde son coéquipier et tente de ne pas perdre trop de terrain sur les hommes de tête, mais les Mercedes semblent inaccessibles sur ce circuit et continuent à tourner une seconde plus vite que leurs poursuivants. Cinquième derrière les deux meilleures Lancia, Behra se fait de plus en plus pressant, au quinzième passage il parvient à en dépasser une et deux boucles plus tard il se débarrasse de la seconde, pointant désormais en troisième position. Mais malgré toute l'ardeur qu'il déploie, il ne parvient pas à éviter de se faire distancer par les deux leaders. Au quart de la course, son retard s'élève déjà à trente secondes, et Ascari, quatrième est toujours dans ses roues. Castellotti suit à une dizaine de secondes, devant Mieres. Ayant adopté depuis le départ un rythme très régulier, Maurice Trintignant, sur la première Ferrari, est septième, à plus d'une minute de Fangio.
On pense alors que les deux pilotes de tête, maintenant hors d'atteinte, vont adopter une allure moins soutenue afin de ménager leur mécanique, d'autant que la troisième Mercedes, pilotée par André Simon, vient d'abandonner sur problème moteur. Toutefois, Fangio et Moss continuent leur démonstration, escaladant allègrement les bordures, le pilote argentin établissant le meilleur temps de la journée à plus de 110 km/h de moyenne. Et les rangs des poursuivants commencent à s'éclaircir : Castellotti, qui a heurté un trottoir, a endommagé un pneu et doit s'arrêter au stand à la fin du trente-cinquième tour ; quelques rondes plus tard, Behra, qui était toujours troisième, est ralenti par des problèmes de lubrification et doit également repasser par les stands, perdant huit places. À l'approche de la mi-course, il ne reste plus que trois hommes dans le même tour, seul Ascari (qui compte tout de même plus d'une minute de retard) n'ayant pas été doublé par les flèches d'argent. Trintignant, qui a dépassé Mieres, est désormais quatrième. C'est alors que survient un premier coup de théâtre : comme il aborde pour la cinquantième fois le virage de Massenet, Fangio tombe soudain en panne, commande de soupapes bloquée. Moss, qui suivait de près, évite de justesse son coéquipier qui abandonne sa voiture devant la gare.
Seul en tête, Moss ralentit alors son allure. Ascari est désormais second à un peu plus d'une minute, devançant Trintignant et Mieres d'une trentaine de secondes. Au stand Maserati, on fait stopper Perdisa et Behra pour échange de voitures, Behra, premier pilote, repartant sur la voiture la mieux classée, en septième position. Castellotti prend alors la cinquième place et se rapproche du duo Trintignant/Mieres, qui le précède d'une demi-minute. En dehors de la lutte serrée pour la troisième place, les positions en tête semblent acquises et le classement ne connaît pas d'évolution jusqu'au soixante-quatrième tour, au cours duquel Mieres parvient à dépasser Trintignant. Malheureusement pour le pilote argentin, la transmission de sa Maserati va lâcher une boucle plus tard, et Trintignant récupère sa troisième place. S'en tenant toujours à l'allure qu'il s'est fixée depuis le départ (de l'ordre d'1 min 47 s au tour), il commence alors à revenir sur Ascari, en difficulté avec ses freins. Au soixante-quinzième tour, son retard sur la Lancia n'est plus que d'une quarantaine de secondes, et le pilote français commence à envisager la possibilité d'une seconde place. Il continue toutefois à respecter son tableau de marche, d'autant que la pression d'huile commence à chuter, tombant à zéro dans les virages à gauche. Pour ménager au mieux son moteur, il décide alors de lever le pied dans les gauches et de compenser dans les droits (heureusement plus nombreux), parvenant ainsi à conserver la même cadence. Et à vingt rondes de l'arrivée, si Moss avec un tour d'avance reste inaccessible, Ascari ne compte plus qu'une demi-minute d'avance sur lui, le pilote italien perdant près de deux secondes au tour.
Alors que la victoire semble acquise à Moss, le moteur de la Mercedes de tête dégage soudain un panache de fumée : tout comme sur la voiture de Fangio, la distribution s'est bloquée et le pilote britannique immobilise sa voiture à la fin du quatre-vingt-et-unième tour. Ascari, qui comptait près d'un tour de retard, ignore encore qu'il va prendre la tête de la course ; lorsqu'il aborde la chicane, il dérape sur l'huile répandue par la Mercedes, bloque ses roues avant et ne peut éviter le contact de l'arrière avec la bordure. Projetée en tête-à-queue, la Lancia traverse les barrières et plonge dans le port. Son pilote parvient heureusement à s'en extraire et à revenir en surface où il est secouru par un plongeur. Légèrement blessé, il est aussitôt emmené à l'hôpital.
Trintignant se retrouve en tête de la course. Il doit cependant surveiller Castellotti revenu à une quinzaine de secondes, et Behra, troisième à trente-cinq secondes, qui a dépassé Farina et qui continue à attaquer, se montrant le plus rapide des pilotes restant en lice. Le Niçois va cependant se faire piéger sur une plaque d'huile au quatre-vingt-septième tour, ne pouvant éviter la sortie de route. Dans les derniers tours, Trintignant parvient à maintenir son avance sur Castellotti et à la surprise générale il remporte le Grand Prix. Maître tacticien, il a parfaitement géré sa course avec une voiture moins compétitive que celles de ses adversaires, et exploité au mieux la déroute des favoris. Deuxième, Castellotti sauve l'honneur de Lancia. Malgré son accident, Behra bénéficie de la troisième place de la voiture partagée avec Perdisa, ce dernier ayant effectué une belle remontée. Quant à Stirling Moss, il a attendu le passage de Trintignant pour pousser sa voiture sur la ligne d'arrivée afin d'être classé, obtenant la neuvième place.

### Classements intermédiaires
Classements intermédiaires des monoplaces aux premier, cinquième, dixième, quinzième, vingtième, vingt-cinquième, trentième, quarantième, cinquantième, soixantième, soixante-dixième, quatre-vingtième, quatre-vingtième, quatre-vingt-cinquième et quatre-vingt-dixième tours,.

### Classement de la course

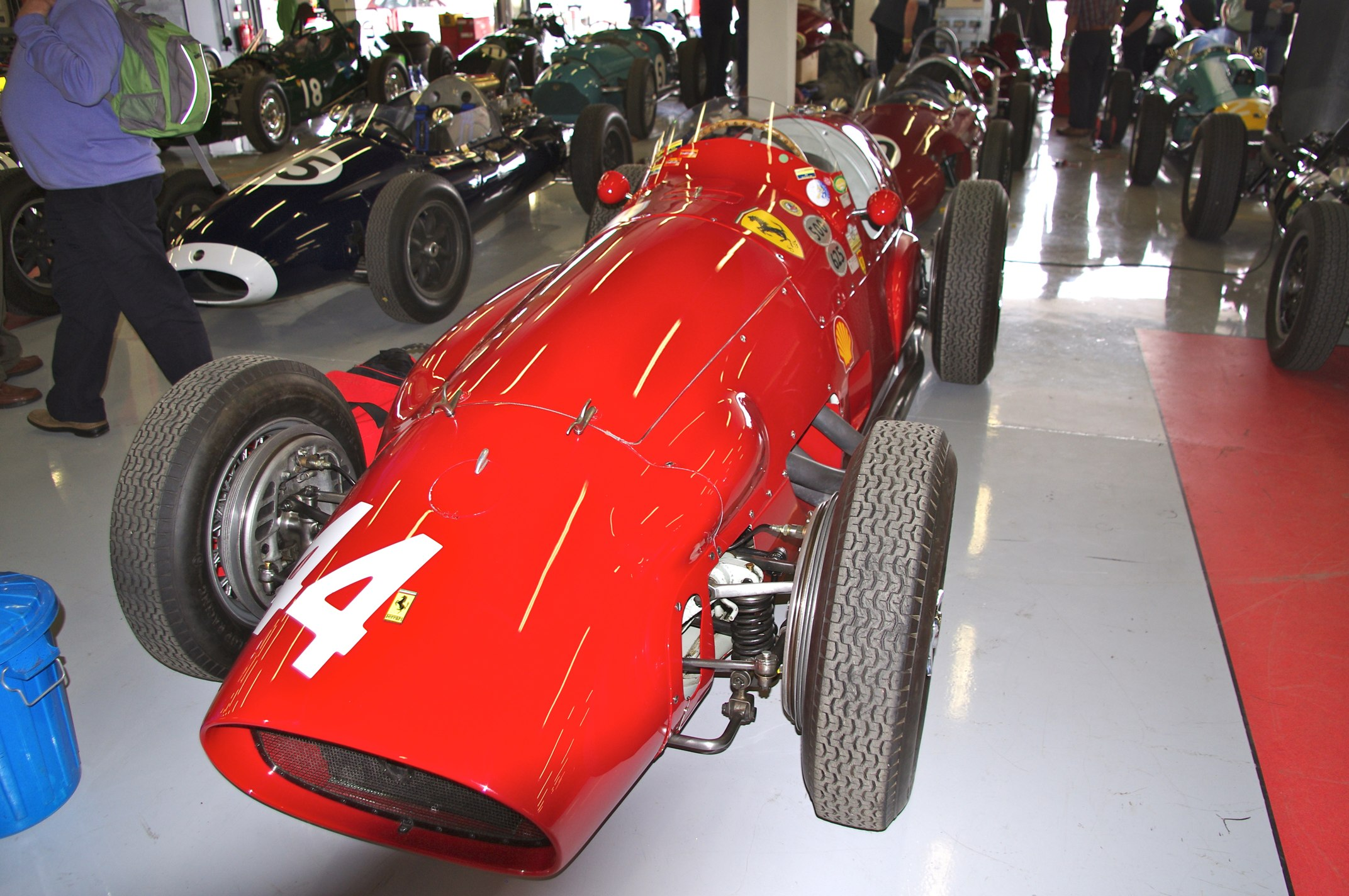
La Ferrari 625, victorieuse avec Maurice Trintignant

| Pos  | No | Pilote                    | Écurie        | Tours | Temps/Abandon                  | Grille | Points |
| ---- | -- | ------------------------- | ------------- | ----- | ------------------------------ | ------ | ------ |
| 1    | 44 | Maurice Trintignant       | Ferrari       | 100   | 2 h 58 min 09 s 8              | 9      | 8      |
| 2    | 30 | Eugenio Castellotti       | Lancia        | 100   | 2 h 58 min 30 s 0 (+ 20 s 2)   | 4      | 6      |
| 3    | 34 | Jean Behra Cesare Perdisa | Maserati      | 99    | 2 h 59 min 22 s 3 (+ 1 tour)   | 5      | 2      |
| 4    | 42 | Giuseppe Farina           | Ferrari       | 99    | 2 h 59 min 28 s 4 (+ 1 tour)   | 14     | 3      |
| 5    | 28 | Luigi Villoresi           | Lancia        | 99    | 2 h 59 min 59 s 0 (+ 1 tour)   | 7      | 2      |
| 6    | 32 | Louis Chiron              | Lancia        | 95    | 2 h 58 min 59 s 1 (+ 5 tours)  | 19     |        |
| 7    | 10 | Jacques Pollet            | Gordini       | 91    | 2 h 59 min 50 s 2 (+ 9 tours)  | 20     |        |
| 8    | 48 | Piero Taruffi Paul Frère  | Ferrari       | 86    | 2 h 58 min 17 s 7 (+ 14 tours) | 15     |        |
| 9    | 16 | Stirling Moss             | Mercedes-Benz | 81    | 2 h 58 min 22 s 2 (+ 19 tours) | 3      |        |
| Abd. | 40 | Cesare Perdisa Jean Behra | Maserati      | 86    | Sortie de piste                | 11     |        |
| Abd. | 26 | Alberto Ascari            | Lancia        | 80    | Accident                       | 2      |        |
| Abd. | 46 | Harry Schell              | Ferrari       | 68    | Moteur                         | 18     |        |
| Abd. | 36 | Roberto Mieres            | Maserati      | 64    | Transmission                   | 6      |        |
| Abd. | 12 | Élie Bayol                | Gordini       | 63    | Transmission                   | 16     |        |
| Abd. | 2  | Juan Manuel Fangio        | Mercedes-Benz | 49    | Transmission                   | 1      | 1      |
| Abd. | 8  | Robert Manzon             | Gordini       | 38    | Boîte de vitesses              | 13     |        |
| Abd. | 4  | André Simon               | Mercedes-Benz | 24    | Moteur                         | 10     |        |
| Abd. | 18 | Mike Hawthorn             | Vanwall       | 22    | Accélérateur                   | 12     |        |
| Abd. | 14 | Louis Rosier              | Maserati      | 8     | Fuite d'essence                | 17     |        |
| Abd. | 38 | Luigi Musso               | Maserati      | 7     | Transmission                   | 8      |        |
| Nq.  | 22 | Lance Macklin             | Maserati      |       | Non qualifié                   |        |        |
| Nq.  | 24 | Ted Whiteaway             | HWM-Alta      |       | Non qualifié                   |        |        |
| Nq.  | 4  | Hans Herrmann             | Mercedes-Benz |       | Pilote blessé aux essais       |        |        |

Légende:
- Abd.= Abandon - Np.=Non partant

### Pole position et record du tour
- Pole position :  Juan Manuel Fangio en 1 min 41 s 1 (vitesse moyenne : 111,988 km/h). Temps réalisé lors de la première journée d'essais[1].
- Meilleur tour en course :  Juan Manuel Fangio en 1 min 42 s 4 (vitesse moyenne : 110,566 km/h) au vingt-septième tour[12].

### Tours en tête
- Juan Manuel Fangio : 49 tours (1-49)
- Stirling Moss : 31 tours (50-80)
- Maurice Trintignant : 20 tours (81-100)

## Classement général à l'issue de la course
- attribution des points : 8, 6, 4, 3, 2 respectivement aux cinq premiers de chaque épreuve et 1 point supplémentaire pour le pilote ayant accompli le meilleur tour en course (signalé par un astérisque)
- Le règlement permet aux pilotes de se relayer sur une même voiture, les points éventuellement acquis étant alors partagés. En Argentine, González, Farina et Trintignant marquent chacun deux points pour leur deuxième place, Farina, Trintignant et Maglioli marquent chacun un point un tiers pour leur troisième place, Herrmann, Kling et Moss marquent chacun un point pour leur quatrième place. Fait exceptionnel, Farina et Trintignant cumulent les points des deuxième et troisième places. À Monaco, Behra et Perdisa marquent chacun deux points pour leur troisième place.
- Sur onze épreuves qualificatives prévues pour le championnat du monde 1955, sept seront effectivement courues, les Grands Prix de France (programmé le 3 juillet), d'Allemagne (programmé le 31 juillet), de Suisse (programmé le 21 août) et d'Espagne (programmé le 23 octobre) ayant été annulés[12].

| Pos. | Pilote                | Écurie        | Points | ARG  | MON | 500 | BEL | NL | FRA | GBR | ALL | SUI | ITA | ESP |
| ---- | --------------------- | ------------- | ------ | ---- | --- | --- | --- | -- | --- | --- | --- | --- | --- | --- |
| 1    | Maurice Trintignant   | Ferrari       | 11,33  | 3,33 | 8   |     |     |    |     |     |     |     |     |     |
| 2    | Juan Manuel Fangio    | Mercedes-Benz | 10     | 9*   | 1*  |     |     |    |     |     |     |     |     |     |
| 3    | Giuseppe Farina       | Ferrari       | 6,33   | 3,33 | 3   |     |     |    |     |     |     |     |     |     |
| 4    | Eugenio Castellotti   | Lancia        | 6      | -    | 6   |     |     |    |     |     |     |     |     |     |
| 5    | José Froilán González | Ferrari       | 2      | 2    | -   |     |     |    |     |     |     |     |     |     |
|      | Jean Behra            | Maserati      | 2      | -    | 2   |     |     |    |     |     |     |     |     |     |
|      | Cesare Perdisa        | Maserati      | 2      | -    | 2   |     |     |    |     |     |     |     |     |     |
|      | Roberto Mieres        | Maserati      | 2      | 2    | -   |     |     |    |     |     |     |     |     |     |
|      | Luigi Villoresi       | Lancia        | 2      | -    | 2   |     |     |    |     |     |     |     |     |     |
| 10   | Umberto Maglioli      | Ferrari       | 1,33   | 1,33 | -   |     |     |    |     |     |     |     |     |     |
| 11   | Hans Herrmann         | Mercedes-Benz | 1      | 1    | -   |     |     |    |     |     |     |     |     |     |
|      | Karl Kling            | Mercedes-Benz | 1      | 1    | -   |     |     |    |     |     |     |     |     |     |
|      | Stirling Moss         | Mercedes-Benz | 1      | 1    | -   |     |     |    |     |     |     |     |     |     |

## À noter
- 1re victoire pour Maurice Trintignant, il devient le premier français vainqueur d'un Grand Prix de championnat du monde de Formule 1 ; le pilote français avait, auparavant, remporté 3 Grands Prix de Formule 1 (1 en 1951 et 2 en 1954[17]) ; il s'agit donc de sa quatrième victoire en formule 1.
- 20e victoire en championnat du monde pour Ferrari en tant que constructeur.
- 20e victoire en championnat du monde pour Ferrari en tant que motoriste.
- 1er Grand Prix de championnat du monde pour Cesare Perdisa qui inscrit également ses premiers points.
- 1re et unique participation en championnat du monde pour Ted Whiteaway, non qualifié.
- 32e et dernier Grand Prix de championnat du monde pour Alberto Ascari qui décède 4 jours plus tard au volant d'une Ferrari de sport à Monza.
- Hans Herrmann avec sa Mercedes se blesse à l'entraînement et sera remplacé pour la course par André Simon.
- 1re victoire en championnat du monde pour le manufacturier de pneumatiques belge Englebert.
- 1ers points en championnat du monde pour Eugenio Castellotti et Cesare Perdisa.
- Louis Chiron devient le pilote le plus âgé ayant pris un départ d'un Grand Prix de championnat du monde, à 55 ans et 292 jours.

- Voitures copilotées :
  - no 34 : Jean Behra (51 tours) et Cesare Perdisa (48 tours). Ils se partagent les 4 points de la 3e place.
  - no 48 : Piero Taruffi (50 tours) et Paul Frère (36 tours).
  - no 40 : Cesare Perdisa (51 tours) et Jean Behra (35 tours).